# Mission—Matsqui—Fraser Canyon
Circonscription électorale fédérale du Canada
Mission—Matsqui—Fraser Canyon est une ancienne circonscription électorale fédérale de la Colombie-Britannique  (Canada), représentée de 2015 à 2025. Elle comprenait :
- Une partie du district régionale de Fraser Valley incluant les municipalités de district de Mission et de Kent, le village de Harrison Hot Springs, une partie de la ville d'Abbotsford
- Une partie du district régional de Thompson-Nicola incluant les villages d'Ashcroft, de Lytton et de Cache Creek
- Une partie du district régional de Squamish-Lillooet incluant la municipalité de district de Lillooet.

Les circonscriptions limitrophes étaient West Vancouver—Sunshine Coast—Sea to Sky Country, Cariboo—Prince George, Pitt Meadows—Maple Ridge, Langley—Aldergrove, Abbotsford, Chilliwack—Hope, Central Okanagan—Similkameen—Nicola et Kamloops—Thompson—Cariboo.
À la suite du redécoupage de la carte électorale de 2022-2023, la circonscription est abolie. La moitié au nord est dissoute dans la nouvelle circonscription de Kamloops—Thompson—Nicola. La moitié au sud est dissoute à l'ouest dans la nouvelle circonscription de Mission—Matsqui—Abbotsford et intégrée à l'est à la circonscription de Chilliwack—Hope.

## Députés
| Législature | Années    | Député     | Parti | Parti        |
| --- | --------- | ---------- | ----- | ------------ |
| Mission—Matsqui—Fraser Canyon issue d'Abbotsford, Chilliwack—Fraser Canyon et Pitt Meadows—Maple Ridge—Mission |           |            |       |              |
| 42e | 2015–2019 | Jati Sidhu |       | Libéral      |
| 43e | 2019–2021 | Brad Vis   |       | Conservateur |
| 44e | 2021–2025 | Brad Vis   |       | Conservateur |
| dissoute dans Kamloops—Thompson—Nicola, Mission—Matsqui—Abbotsford et Chilliwack—Hope                          |           |            |       |              |

## Résultats électoraux
|       | Candidat       | Parti              | # de voix | % des voix |
|       | Brad Vis       | Conservateur       | +15 587,  | 34,91 %    |
|       | Jati Sidhu     | Libéral            | +16 625,  | 37,23 %    |
|       | Dennis Adamson | NPD                | +09 174,  | 20,55 %    |
|       | Arthur Green   | Vert               | +02 293,  | 5,14 %     |
|       | Elaine Wismer  | Marxiste-léniniste | +00058,   | 0,13 %     |
|       | Wyatt Scott    | Indépendant        | +00912,   | 2,04 %     |
| Total | Total          | Total              | 44 649    | 100 %      |